# Dora 2019
Das 21. Dora-Festival fand am 16. Februar 2019 statt und war die kroatische Vorentscheidung für den Eurovision Song Contest 2019 in Tel Aviv (Israel). Sieger des Wettbewerbes ist der Sänger Roko Blažević, er wird Kroatien im Mai in Tel Aviv mit dem Lied The Dream vertreten.

## Format

### Konzept
Am 30. Oktober 2018 bestätigte die öffentlich-rechtliche Rundfunkgesellschaft Hrvatska radiotelevizija (HRT), dass das Dora-Festival erstmals seit 2011 wieder stattfinden wird. Geplant ist, dass der Wettbewerb über drei Tage dauert, wobei die eigentliche Vorentscheidung für den ESC erst am dritten Tag stattfindet. Folgendermaßen sieht der Plan für die drei Sendungen aus:
- 1. Abend: Chansons und Opatija Serenades mit dem Symphonie Orchester
- 2. Abend: Dora Klassiker
- 3. Abend: Vorentscheidung für den Eurovision Song Contest 2019

An der Vorentscheidung für den ESC 2019 sollen insgesamt 16 Teilnehmer mit je einem Titel gegeneinander antreten. Dabei soll der Sieger zu 50 % per Juryvoting und zu 50 % per Televoting entschieden werden. Uršula Tolj, die in der Vergangenheit öfters die kroatische Punktevergabe beim ESC vollzog, wird die Sendung produzieren.

### Austragungsort
Am 4. Dezember 2018 bestätigte HRT auf einer Pressekonferenz, dass die Sendung, wie schon häufig in der Vergangenheit, in Opatija stattfinden wird. Als Austragungsort wird dazu erstmals die Marino Cvetkovic Sports Hall dienen.

### Beitragswahl
Für Dora 2019 war es erstmals erlaubt, dass auch ausländische Komponisten Lieder einreichen konnten. Der Interpret des Liedes musste allerdings kroatischer Staatsbürger sein. Dazu durften nur ganze Lieder eingereicht werden. Demo-Versionen wurden bei der Auswahl nicht berücksichtigt. Ebenfalls wurde die Regelung für Sprachen beim Festival gelockert. Akzeptierte Sprachen waren neben Kroatisch und Englisch nun auch Französisch sowie Italienisch.
Vom 20. November 2018 bis 10. Januar 2019 konnten Beiträge bei HRT eingereicht werden. Diese durften vorher aber noch nicht veröffentlicht worden sein.
Am 11. Januar 2019 gab HRT bekannt, dass sie um die 150 Lieder erhalten haben. Eine Jury bestehend aus Mitgliedern von HGU, HDS und HRT, Musikkritiker, Sänger mit Eurovision-Erfahrung, Komponisten und Songwriter wählte dann die 16 Teilnehmer aus.

## Teilnehmer
Am 17. Januar 2019 stellte HRT die 16 Teilnehmer der Öffentlichkeit vor. Unter ihnen sind einige Rückkehrer, die bereits in der Vergangenheit Kroatien beim Song Contest vertraten. Neda Parmać, Teil der Gruppe Gelato Sisters, vertrat Kroatien bereits 2010 und darüber hinaus auch Bosnien und Herzegowina 2005 als Mitglied der Gruppe Feminnem. Marko Škugor, Teil der Gruppe 4 Tenors, vertrat Kroatien bereits 2013 als Teil der Gruppe Klapa s mora. Tonči Huljić, der Kroatien bereits 1995 als Teil der Gruppe Magazin vertrat, kehrt als Komponist zurück. Ebenso Jacques Houdek, der das Land bereits 2017 vertrat. Am 29. Januar gab die Gruppe 4 Tenora bekannt, dass sie sich von Dora 2019 zurückziehen. Stattdessen wurde Kim Verson als Nachfolger der Gruppe benannt.

## Finale
Das Finale fand am 16. Februar statt. Dabei wurden jeweils 1–8, 10 und 12 Punkte entsprechend der Ergebnissen aus Televoting und Juryvoting an die einzelnen Beiträge vergeben.
| Platz | Startnr. | Interpret                           | Lied Musik (M) und Text (T)                                                                   | Sprache                                                        | Übersetzung (Inoffiziell)                   | Jury    | Jury   | Zuschauer            | Zuschauer     | Zuschauer | Zuschauer | Gesamt Punkte |
| Platz | Startnr. | Interpret                           | Lied Musik (M) und Text (T)                                                                   | Sprache                                                        | Übersetzung (Inoffiziell)                   | Stimmen | Punkte | Stimmen (Televoting) | Stimmen (SMS) | Gesamt    | Punkte    | Gesamt Punkte |
| ----- | -------- | ----------------------------------- | --------------------------------------------------------------------------------------------- | -------------------------------------------------------------- | ------------------------------------------- | ------- | ------ | -------------------- | ------------- | --------- | --------- | ------------- |
| 1.    | 11       | Roko Blažević                       | The Dream M: Jacques Houdek; T: Jacques Houdek, Charlie Mason, Andrea Čubrić                  | Englisch, Kroatisch                                            | Der Traum                                   | 77      | 12     | 7.088                | 4.436         | 11.524    | 12        | 24            |
| 2.    | 14       | Lorena Bućan                        | Tower of Babylon M: Tonči Huljić; T: Vjekoslava Huljić, Ivan Huljić                           | Englisch                                                       | Turm zu Babel (biblischer Turm)             | 72      | 10     | 3.538                | 2.047         | 5.585     | 8         | 18            |
| 3.    | 08       | Luka Nižetić                        | Brutalero M: Branimir Mihaljević; T: Mario Mihaljević                                         | Fiktive Sprache mit einigen kroatischen und spanischen Wörtern | (vermutlich) Der Brutale                    | 38      | 03     | 3.663                | 3.175         | 6.838     | 10        | 13            |
| 4.    | 16       | Manntra                             | In The Shadows M/T: Marko Matijević Sekul, Maja Kolarić, Boris Kolarić                        | Englisch                                                       | In den Schatten                             | 55      | 05     | 2.183                | 1.738         | 3.921     | 07        | 12            |
| 5.    | 12       | Ema Gagro                           | Redemption M: Andreas Björkman, Adriana Pupavac, Kalle Persson, Ema Gagro; T: Adriana Pupavac | Englisch                                                       | Erlösung                                    | 62      | 07     | 1.063                | 0907          | 1.970     | 04        | 11            |
| 6.    | 15       | Bernarda Bruno                      | I Believe in True Love M: Duško Rapotec Ute; T: Tatjana Bon, Bernarda Brunović                | Englisch                                                       | Ich glaube an wahre Liebe                   | 58      | 06     | 1.145                | 0710          | 1.855     | 03        | 09            |
| 7.    | 09       | Elis Lovrić                         | All I Really Want M/T: Elis Lovrić, Olja Dešić                                                | Englisch                                                       | Alles was ich wirklich will                 | 68      | 08     | 0831                 | 0381          | 1.194     | –         | 08            |
| 8.    | 04       | Jure Brkljača                       | Ne postojim kad nisi tu M/T: Miroslav Drljača Rus                                             | Kroatisch                                                      | Ich existiere nicht wenn du nicht hier bist | 29      | 02     | 1.328                | 0841          | 2.169     | 05        | 07            |
| 9.    | 01       | Bojan Jambrošić & Danijela Pintarić | Vrijeme predaje M: Ante Toni Eterović; T: Leonardo Čeči Baksa                                 | Kroatisch                                                      | Zeit aufzugeben                             | 04      | –      | 1.410                | 0775          | 2.185     | 06        | 06            |
| 10.   | 05       | Beta Sudar                          | Don’t Give Up M/T: Predrag Martinjak, Malin Johansson                                         | Englisch                                                       | Gib nicht auf                               | 41      | 04     | 1.250                | 0565          | 1.815     | 02        | 06            |
| 11.   | 13       | Lidija Bačić                        | Tek je počelo M: Denis Dumančić; T: Fayoć                                                     | Kroatisch                                                      | Es ist grade erst angefangen                | 10      | –      | 0945                 | 0564          | 1.509     | 01        | 01            |
| 12.   | 07       | Gelato Sisters                      | Back to the Swing M/T: Tvrtko Hrelec                                                          | Englisch                                                       | Zurück zum Swing                            | 23      | 01     | 0827                 | 0338          | 1.165     | –         | 01            |
| 13.   | 10       | Domenica                            | Indigo M: Tonči Huljić; T: Vjekoslava Huljić                                                  | Kroatisch                                                      | Indigo                                      | 19      | –      | 0817                 | 0577          | 1.394     | –         | 0             |
| 14.   | 02       | Jelena Bosančić                     | Tell Me M/T: Jelena Bosančić                                                                  | Englisch                                                       | Sag es mir                                  | 02      | –      | 0790                 | 0157          | 0 947     | –         | 0             |
| 15.   | 06       | Lea Mijatović                       | Tebi pripadam M/T: Igor Ivanović, Marko Vojvodić                                              | Kroatisch                                                      | Ich gehöre zu dir                           | 12      | –      | 0615                 | 0221          | 0836      | –         | 0             |
| 16.   | 03       | Kim Verson                          | Nisam to što žele M/T: Silvio Pasarić, Kim Verson                                             | Kroatisch                                                      | Ich bin nicht was sie wollen                | 10      | –      | 0210                 | 0133          | 0343      | –         | 0             |

### Juryvoting
| Lied                    | Zagreb | Vukovar | Varaždin & Čakovec | Rijeka | Pula | Osijek | Zadar | Knin & Šibenik | Split | Dubrovnik | Gesamt | Punkte |
| ----------------------- | ------ | ------- | ------------------ | ------ | ---- | ------ | ----- | -------------- | ----- | --------- | ------ | ------ |
| Vrijeme predaje         | –      | –       | –                  | –      | –    | 3      | –     | –              | –     | 1         | 04     | 0      |
| Tell Me                 | –      | 1       | –                  | –      | –    | –      | –     | –              | 1     | –         | 02     | 0      |
| Nisam to što žele       | –      | 10      | –                  | –      | –    | –      | –     | –              | –     | –         | 10     | 0      |
| Ne postojim kad nisi tu | –      | 2       | 4                  | 3      | 3    | –      | 4     | 4              | 4     | 5         | 29     | 02     |
| Don't Give Up           | 6      | 3       | 12                 | –      | 2    | 6      | 3     | 5              | –     | 4         | 41     | 04     |
| Tebi pripadam           | –      | 7       | 3                  | –      | –    | 2      | –     | –              | –     | –         | 12     | 0      |
| Back to the Swing       | 2      | –       | 2                  | 4      | 5    | 4      | 2     | 2              | 2     | –         | 23     | 01     |
| Brutalero               | 12     | –       | –                  | –      | 10   | –      | –     | 8              | 8     | –         | 38     | 03     |
| All I Really Want       | 4      | 4       | 1                  | 5      | 12   | 10     | 7     | 12             | 3     | 10        | 68     | 08     |
| Indigo                  | 1      | –       | 8                  | 2      | –    | 1      | 1     | –              | –     | 6         | 19     | 0      |
| The Dream               | 8      | 5       | 6                  | 12     | 7    | 8      | 6     | 1              | 12    | 12        | 77     | 12     |
| Redemption              | 3      | 6       | 10                 | 8      | 4    | 12     | 5     | 7              | 5     | 2         | 62     | 07     |
| Tek je počelo           | 5      | –       | –                  | 1      | 1    | –      | –     | –              | –     | 3         | 10     | 0      |
| Tower of Babylon        | 10     | –       | 7                  | 6      | 6    | 7      | 8     | 10             | 10    | 8         | 72     | 10     |
| I Believe in True Love  | –      | 12      | 5                  | 7      | 8    | –      | 10    | 3              | 6     | 7         | 58     | 06     |
| In The Shadows          | 7      | 8       | –                  | 10     | –    | 5      | 12    | 6              | 7     | –         | 55     | 05     |